# Queenie Eye
«Queenie Eye» es una canción del músico británico Paul McCartney, publicada en el álbum de estudio New (2013). La canción, producida por Paul Epworth, fue publicada como segundo sencillo promocional del álbum el 7 de octubre.
McCartney definió la canción como «un tema basado en un juego al que solíamos jugar cuando era niño. Tienes que recordar que fue hace mucho tiempo y básicamente venía de una zona pobre. Lo que tenías que hacer para entretenerte era salir a la calle y jugar a juegos callejeros. No había mucho tráfico, por lo que estabas a salvo. Y uno de los juegos se llamaba "Queenie Eye"».
El 24 de octubre, estrenó el videoclip oficial de la canción, grabado en los estudios Abbey Road y dirigido por Simon Aboud. El videoclip contó con la participación de actores como Johnny Depp, Sean Penn, Meryl Streep, Kate Moss, Chris Pine, Jeremy Irons y Jude Law.

## Lista de canciones
Todas las canciones escritas y compuestas por Paul McCartney. 
| N.º | Título                     | Duración |  |
| 1.  | «Queenie Eye»              | 3:48     |  |
| 2.  | «Queenie Eye» (Radio Edit) | 3:28     |  |

## Personal
- Paul McCartney: voz, guitarra, bajo, lap steel guitar, piano, sintetizador, melotrón y pandereta
- Paul Epworth: batería

## Posición en listas
| Año  | País  | Lista         | Posición |
| ---- | ----- | ------------- | -------- |
| 2013 | Japón | Japan Hot 100 | 67       |